# بخش تیلور (یونیون کانتی، اوهایو)
بخش تیلور (به انگلیسی: Taylor Township) یک منطقهٔ مسکونی در ایالات متحده آمریکا است که در شهرستان یونیون، اوهایو واقع شده‌است.
 بخش تیلور ۶۹٫۰ کیلومتر مربع مساحت و ۱٬۵۶۰ نفر جمعیت دارد و ۳۰۵ متر بالاتر از سطح دریا واقع شده‌است.